# Lolek și Bolek în jurul lumii
Lolek și Bolek în jurul lumii (în poloneză Wielka podróż Bolka i Lolka, în traducere „Marea călătorie a lui Bolek și Lolek”) este un film de animație polonez pentru copii din 1977, regizat de Władysław Nehrebecki⁠(d) și Stanisław Dülz⁠(d). A fost difuzat, de asemenea, și sub forma unui serial de televiziune.
Acest film s-a bucurat de o popularitate considerabilă în rândul spectatorilor și telespectatorilor și a fost vizionat de 8.442.005 de spectatori în cinematografele din Polonia, ceea ce-l plasează pe locul 16 în topul celor mai vizionate filme poloneze din Polonia.

## Rezumat
Milionarul englez Phileas Fogg, cunoscut pentru că a făcut ocolul Pământului în 80 de zile, moare la Londra și lasă prin testament suma de 20.000 de lire sterline în aur primei persoane care va repeta isprava sa. În cazul că, într-un anumit termen, nimeni nu va reuși să călătorească în jurul lumii în mai puțin de 80 de zile, suma respectivă va reveni moștenitorului său de drept, lordul Fogg. După ce încercările primilor temerari se termină rapid cu eșec, celebrii eroi Lolek și Bolek acceptă provocarea și pornesc voluntar în călătoria în jurul lumii. Jeremiah Pitsbury, slujitorul credincios al lordului Fogg, pornește pe urmele lor cu misiunea de a încerca să-i întârzie cu orice preț astfel ca recompensa de 20.000 de lire sterline să-i revină stăpânului său. Încercările ingenioase și viclene ale lui Jeremiah de a-i opri pe băieți eșuează, deoarece Lolek și Bolek reușesc să depășească toate obstacolele și să-și continue călătoria.
Băieții călătoresc spre Africa, iar, după naufragierea navei, își continuă drumul cu o barcă de salvare și apoi cu un butoi, cu care ajung pe țărmurile continentului. Sunt prinși în capcană de banda de hoți a lui Ali Baba și scapă cu ajutorul unui covor zburător, dar sunt dați de Jeremiah pe mâinile unui trib de negri, care-i ajută bucuroși să ajungă în India. Străbat India călare pe spatele unui elefant, fiind însoțiți de Jeremiah, care pretinde acum că este un explorator englez. Călătoria continuă în Tibet, unde cei trei sunt atacați de un tigru și se refugiază într-un templu. Călugării îi capturează și vor să-i închidă acolo pentru totdeauna, dar Bolek, Lolek și Jeremiah evadează cu un zmeu dragon, care-i duce în Japonia, unde ajung pe platoul de filmare al unui film cu monștri. Sunt atacați de pasărea mecanică a lui Rodan, urmăresc un dinozaur pentru a-l regăsi pe Jeremiah și coboară cu un vehicul în adâncurile mării, unde întâlnesc un șarpe de mare.
Cei trei călători fac apoi un popas pe o insulă exotică din Polinezia, ajung ulterior în America, unde scapă de periculosul bandit Jimmy Pif-Paf cu ajutorul apașilor, și se îmbarcă la New York pe un vapor care-i duce la Londra. În ciuda încheierii cu succes a călătoriei în jurul lumii, Bolek și Lolek nu primesc plicul cu recompensa dorită, ci o insulă pustie, pe care o cumpărase mai demult bătrânul Phileas Fogg. Băieții sunt fericiți și creează acolo, cu ajutorul lui Jeremiah, un loc de joacă pentru copiii din întreaga lume.

## Lista de episoade (versiunea TV)
1. Testament Phileasa Fogga („Testamentul lui Phileas Fogg”)
2. W Londynie („La Londra”)
3. Pechowy statek („Nava cu ghinion”)
4. Wioska 40 rozbójników („Satul celor 40 de tâlhari”)
5. Małpi król („Regele maimuță”)
6. Syn wodza Mbu-Bu („Fiul șefului Mbu-Bu”)
7. Podróż na słoniu („Călătoria cu elefantul”)
8. Tajemnicza świątynia („Templul misterios”)
9. W służbie Buddy („În slujba lui Buddha”)
10. Ptak śmierci („Pasărea morții”)
11. W głębinach oceanu („În adâncurile oceanului”)
12. Rajska Wyspa („Insula Paradisului”)
13. Dziki Zachód („Vestul Sălbatic”)
14. Powrót („Întoarcerea”)
15. Wyspa Bolka i Lolka („Insula lui Lolek și Bolek”)

## Distribuție
- Ewa Złotowska⁠(d) — Bolek, băiatul cu părul negru, tricou galben și pantaloni scurți roșii
- Danuta Mancewicz⁠(d) — Lolek, băiatul cu păr mai rar, cămașă albă și pantaloni mov, fratele mai mic al lui Bolek
- Jan Kociniak⁠(d) — Jeremiasz Pitsbury, slujitorul lordului Fogg
- Wiesław Michnikowski⁠(d) — lordul Fogg, moștenitorul lui Phileas Fogg
- Andrzej Zaorski⁠(d) — raportorul
- Zdzisław Leśniak⁠(d) — reporterul
- Lech Ordon⁠(d) — notarul
- Tomasz Zaliwski — banditul Jimmy Pif-Paf / preotul bătrân
- Tadeusz Włudarski⁠(d) — căpitanul navei „Albatros” / tâlharul Abdullah
- Kazimierz Brusikiewicz⁠(d) — Ali Baba, conducătorul tălharilor / proprietarul elefantului
- Cezary Kwieciński⁠(d) — Mbu-Bu
- Jerzy Tkaczyk — căpetenia indienilor

## Producție
Scenariul filmului a fost scris de Leszek Mech⁠(d) și Władysław Nehrebecki⁠(d), iar dialogurile au fost create de Leszek Mech⁠(d). Filmul a fost produs de Studioul de filme de animație⁠(d) (Studio Filmów Rysunkowych) din Bielsko-Biała și a fost regizat de Władysław Nehrebecki⁠(d) și Stanisław Dülz⁠(d).
Lungimea peliculei este de 2886 de metri, iar durata filmului este de 101 de minute.

## Lansare
Lolek și Bolek în jurul lumii a fost lansat pe 16 septembrie 1977 în cinematografele din Polonia. El s-a bucurat de o popularitate considerabilă în rândul cinefililor polonezi și a fost vizionat de 8.442.005 de spectatori, ceea ce-l plasează pe locul 16 în topul celor mai vizionate filme poloneze din Polonia.

## Premii
Filmul a fost distins cu mai multe premii:
- Premiul principal al Asociației Cercetașilor Polonezi (Związek Harcerstwa Polskiego⁠(d), ZHP) și premiul „Marcinek” al juriului filmelor pentru copii la Festivalul Internațional de Film pentru Tineret „Ale Kino!” de la Poznań (1979);
- Premiul juriului filmelor pentru copii la Festivalul Internațional de Film de la Moscova (1979);
- Premiul revistei sovietice Sovetski ekran (1979).[3]